# Graeme Casley
Graeme Ernest Casley, plus connu sous le nom de Graeme Ier, est un ancien professeur des écoles australien et cryptarque devenu membre de la famille princière de Hutt River puis, après l'abdication de son père le prince Leonard, 2e prince souverain de la principauté de Hutt River, le 11 février 2017 jusqu'à sa propre abdication en 2020.

## Biographie
Né en 1957 au sein de la propriété familiale australienne, Graeme Casley est le fils de Leonard Casley et de Sirley Joy.
Il devient prince en 1971, lors de la proclamation de son père en tant que prince d'Hutt River, une micronation comprenant plusieurs exploitations agricoles.
Le 21 avril 2020, pour le 50e anniversaire de Hutt River, lors d'une interview à ABC, Graeme annonce que les discussions avec le gouvernement australien avançaient bien vers une résolution du problème « positive » des taxes, ouvrant la voie vers une poursuite de l'existence de la principauté, avant que tout soit interrompu par l'épidémie de Covid-19.
Le 3 août 2020, après 50 ans d'indépendance, le gouvernement du prince Graeme annonce la dissolution de la Principauté de Hutt River, à cause de la pandémie de coronavirus, et des dettes accumulées sous le règne de son père,,.

## Titres et décorations

### Titulature
- 1957 - 21 avril 1970 : M. Graeme Casley
- 21 avril 1970 - 11 février 2017 : Son Altesse royale le prince Graeme de Hutt River, duc de Gilboa, comte de Canan
- depuis le 11 février 2017 : Son Altesse royale le prince souverain de Hutt River

### Décorations
- Grand officier de l'ordre de la Couronne d'Épines - Grand-croix avec collier
- Grand collier de l'ordre de la Sainte-Croix de Jérusalem
- Protecteur royal de l'ordre de la Croix des croisés de Jérusalem
- Commandant en chef des Forces de défense de Hutt River